# 海南䗉蝸牛
海南䗉蜗牛（学名：Aphanoconia hungerfordianum hainanensis）是蜑螺目䗉蜗牛科䗉蜗牛属的一种。其种加词“hainanensis”意为“海南的”。

## 分佈
见于海南，也分布於台湾東北部的烏來鄉、坪林鄉、石碇鄉及宜蘭縣等地，常栖息在中低海拔山区、阔叶树的树叶或下层的姑婆芋的叶子上。